# Grand Prix de Fourmies 2009
Il Grand Prix de Fourmies 2009, settantasettesima edizione della corsa e valida come evento dell'UCI Europe Tour 2009, si svolse il 13 settembre 2009, per un percorso totale di 205 km. Fu vinto dal francese Romain Feillu che giunse al traguardo con il tempo di 4h50'57" alla media di 42,275 km/h.
Partenza con 172 ciclisti, dei quali 152 portarono a termine il percorso.

## Squadre e corridori partecipanti
| N.      | Cod. | Squadra                      |
| ------- | ---- | ---------------------------- |
| 1-8     | ISD  | ISD-Neri                     |
| 11-18   | SAX  | Team Saxo Bank               |
| 21-28   | LIQ  | Liquigas                     |
| 31-38   | GCE  | Caisse d'Epargne             |
| 41-48   | KAT  | Team Katusha                 |
| 51-58   | FUJ  | Fuji-Servetto                |
| 61-68   | SIL  | Silence-Lotto                |
| 71-78   | SDA  | Serramenti PVC Diquigiovanni |
| 81-88   | ALM  | AG2R La Mondiale             |
| 91-98   | FDJ  | Française des Jeux           |
| 101-108 | ASA  | Acqua & Sapone               |

| N.      | Cod. | Squadra                      |
| ------- | ---- | ---------------------------- |
| 111-118 | COF  | Cofidis, le Credit en Ligne  |
| 121-128 | BBO  | Bbox Bouygues Telecom        |
| 131-138 | MRM  | Team Milram                  |
| 141-148 | AGR  | Agritubel                    |
| 151-158 | VAC  | Vacansoleil Pro Cycling Team |
| 161-168 | LAN  | Landbouwkrediet-Colnago      |
| 171-178 | TSV  | Topsport Vlaanderen-Mercator |
| 181-188 | BCS  | Besson Chaussures-Sojasun    |
| 191-198 | BSC  | Bretagne-Schuller            |
| 201-208 | AUB  | Auber 93                     |
| 211-218 | RLM  | Roubaix-Lille Métropole      |

## Ordine d'arrivo (Top 10)
| Pos. | Corridore           | Squadra       | Tempo    |
| ---- | ------------------- | ------------- | -------- |
| 1    | Romain Feillu       | Agritubel     | 4h50'57" |
| 2    | Manuel Belletti     | Diquigiovanni | s.t.     |
| 3    | Jaŭhen Hutarovič    | F. des Jeux   | s.t.     |
| 4    | Jimmy Casper        | Besson Chaus. | s.t.     |
| 5    | Aljaksandr Usaŭ     | Cofidis       | s.t.     |
| 6    | Fabien Bacquet      | Auber 93      | s.t.     |
| 7    | Stéphane Bonsergent | Bretagne      | s.t.     |
| 8    | Peter Wrolich       | Milram        | s.t.     |
| 9    | Klaas Lodewyck      | Topsport Vl.  | s.t.     |
| 10   | Murilo Fischer      | Liquigas      | s.t.     |